# Биделл, Лен
Лен Биделл (англ. Len Beadell; ) — австралийский строитель дорог, автор книг и специалист по выживанию в дикой природе. В период с 1947 по 1963 год построил более 6000 км дорог в пустынных и отдалённых частях континента, сделав транспортно доступной территорию площадью около 2.5 миллионов квадратных километров. Иногда его называют последним настоящим исследователем Австралии.

## Биография
Лен родился в Австралии, будучи вторым ребёнком в семье, оба родителя в которой также были рождены уже на этом континенте, являясь, однако, потомками английских переселенцев. В детстве он был скаутом, получив в рядах организации навыки определения координат при помощи теодолита и выживания в буше, которые потом использовал. В 1939 году окончил школу в Сиднее. Во время Второй мировой войны был призван в армию в 1941 году в возрасте 18 лет. Там он водил трёхтонные грузовики, наносил местность на карту и строил аэродром.
В середине 1946 года Лена попросили отложить своё увольнение из армии для участия в научной экспедиции на севере Австралии. Он охотно согласился. В ноябре, уже после завершения работ, его снова попросили остаться в армии на некоторое время. Биделл разыскал место для военного полигона Вумера, а также обустроил его в марте 1947, выбрав места для аэродрома и деревни. Наконец в декабре 1948 Лен вышел в отставку, но продолжил работать с армией. В 1952 он выбрал место для секретного испытания британской атомной бомбы, а в марте 1953 построил дорогу к нему, которая стала первой из его дорог.
Самой известной из дорог, построенных Биделлом стала en:Gunbarrel Highway, построенная им практически в одиночку с использованием теодолита, лендровера, грейдера и бульдозера и с огромными трудностями и лишениями.
Дорога начинается в местечке Victory Downs и идёт в направлении Алис-Спрингс, а затем к западу и к югу, к Пустыне Гибсона, через миссию в Валбуртоне и к месту соединения с ранее уже существовавшей дорогой в Carnegy Station. Общая длина этой дороги — 1400 км. История строительства этой дороги рассказана самим Леном в его первой книге Too Long in the Bush.
Свои дороги Лен с присущим ему чувством юмора называл хайвэями, коими они ни в коем случае не являются, хотя иногда отображены подобным образом даже на картах. Многие из них он называл в честь членов своей семьи.

## Книги
- Beadell, Len. Beating About the Bush (англ.). — New Holland Publishers(Australia), 1976. — ISBN 1-876622-15-6.
- Beadell, Len. Blast The Bush (англ.). — Lansdowne Publishing, 1967. — ISBN 1-86302-618-5.
- Beadell, Len. Bush Bashers (англ.). — New Holland Publishers (Australia), 1971. — ISBN 1-86436-734-2.
- Beadell, Len. End of an Era (англ.). — New Holland Publishers (Australia), 1983. — ISBN 1-86436-733-4.
- Beadell, Len. Still in the Bush (англ.). — Rigby Limited,Adelaide, 1975. — ISBN 0-7270-0020-9.
- Beadell, Len. Too Long in the Bush (англ.). — New Holland Publishers (Australia), 1965. — ISBN 1-86436-719-9.
- Beadell, Len. Outback highways (compilation of the above) (англ.). — Adelaide South Australia: Rigby, 1979. — ISBN 0727010832.
- Beadell, Len. Around the World in 80 Delays (англ.). — Corkwood Press, North Adelaide SA, 1997. — ISBN 1-87624-702-9.

## Результаты деятельности
Великая центральная дорога несколько снизила значение дорог, построенных в пустынях Биделлом, однако они существуют до сих пор. Эти трассы расположены в землях австралийских аборигенов, попадание куда зачастую требует согласования, а перемещение по ним - подготовки и наличия машины повышенной проходимости. Однако жители Австралии продолжают пользоваться этими дорогами, а энтузиасты даже ездят по ним специально.

## Награды и почести
- Получил Медаль Британской Империи, награждён Орденом Австралии
- В его честь названы астероид 3161 Beadell, так как благодаря дорогам Биделла было разыскано несколько метеоритов, и библиотека
- В его честь названа гора Маунт Биделл в Западной Австралии, на вершине которой создан импровизированный мемориал и возведён каирн
- В 1994 году получил почётное звание «искатель приключений года»

## Факты
- Живя подолгу в отрыве от цивилизации, Биделл освоил навык вырывания доставлявших беспокойство зубов и вырвал их 29.
- Биделл был неплохим карикатуристом и зарисовщиком. Он рисовал людей и аборигенов, приходивших в лагеря экспедиций.